# Jardín en altura
Un jardín en altura es el jardín en terrazas de áticos y azoteas ya sea en suelo o en un medio de cultivo apropiado.

## Ventajas
Los jardines en altura se pueden usar para:
- Cultivar frutas, verduras y flores
- Mejorar la climatización del edificio
- Filtrar contaminantes y CO2 del aire; véase también Paredes de cultivo
- Actuar como barrera acústica; el suelo bloquea los sonidos de baja frecuencia y las plantas los de alta frecuencia.
- Filtrar contaminantes y metales pesados del agua de lluvia
- Proteger la biodiversidad de zonas urbanas

## Contexto histórico

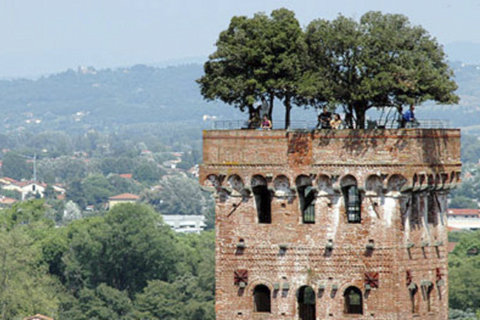
Torre dei Guinigi, construida en el 1300, alcanza los 44,25 m de altura. Lucca, Toscana italiana.

El origen de los áticos, tal y como se conocen actualmente, va ligado a la evolución de las cubiertas de los edificios, entendidas como espacios habitables y áreas ajardinadas. La intención de habitar la cubierta es muy antigua, y los egipcios ya disponían jardines en algunas azoteas, así como los romanos. En ese momento los usos eran mayormente decorativos, pero también cumplían funciones agrícolas. En la Edad Media se construyeron terrados con vegetación sobre muchos edificios. A partir de 1800, con el desarrollo de los edificios de gran altura, promovidos por el desarrollo de materiales estructurales y la invención del ascensor, llegaron los pisos con las terrazas ajardinadas. 
Hasta el siglo XX no se extiende el uso de los primeros ascensores, las nuevas técnicas estructurales y la evolución de las láminas impermeabilizantes, y antes de ello, la planta más importante de los edificios era la principal, que se ubicaba por encima del nivel de calle o sobre éste y un entresuelo, donde los espacios eran más grandes, y albergaba los pisos más buscados. Los pisos de menor interés eran los áticos, de menor tamaño, con espacios compartimentados, poca iluminación.

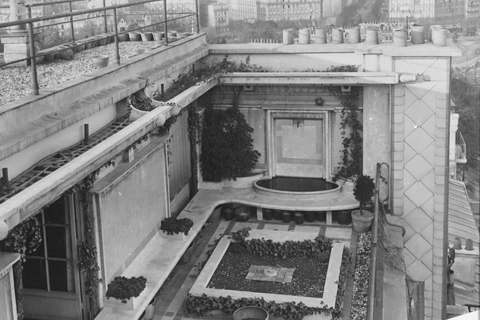
Terraza de los Apartamentos Franklin 20, proyecto de Auguste Perret, París, 1903 (Cité de l’Architecture & du Patrimoine)

El hormigón armado, el ascensor eléctrico y las láminas de cartón alquitranado son adelantos técnicos surgidos a partir de 1860, como los Apartamentos de la Calle Franklin 20. El ascensor hará posible llegar en poco tiempo a esas alturas. El hormigón armado dotará al edificio de una estructura independiente que le permitirá ganar más altura. 
En Barcelona Francesc Cambó hizo construir su casa en una de las grandes avenidas de la parte antigua de la ciudad. La casa fue levantada en dos fases, siguiendo los cánones de la terraza jardín. La primera en ejecutarse fue la parte de fachada, mientras que la segunda afectó a su frente sobre la calle de Mercaders. El jardín del ático cuenta con más de mil metros cuadrados.

## Consideraciones
Se puede diseñar una terraza en azoteas y áticos, adaptándose a cualquier necesidad y estilo. Comenzando por el pavimento, definiendo las zonas de descanso y concluyendo con la iluminación.
Pero hay que considerar el clima para determinar los materiales que mejor se adapten en una terraza.
Es fundamental un buen diseño y ubicación de los elementos compositivos. 

### Pavimento
El suelo ha de ser resistente al clima, y aunque la terraza este techada con una pérgola o porche puede acabar mojada en épocas lluviosas. Por otra parte un suelo de madera sintética no requerirá un tratamiento anual, mientras que uno de madera natural sí. Un pavimento cerámico durara más.

### Plantas
Hay que hacer uso de contenedores con tierra al no disponer de suelo natural, y se pueden realizar, cubiertas vegetales, jardines colgantes, jardines verticales, árboles, etc.

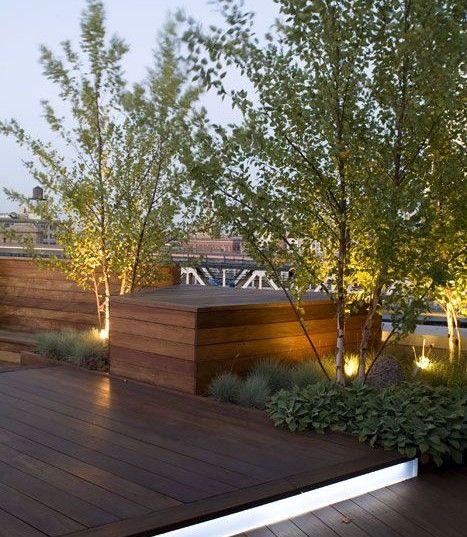

### Elementos de agua
Elementos de agua que acompañan un espacio visualmente, como una fuente o un estanque, si hay espacio y la estructura del edificio lo permite.

### Mobiliario
Para la selección del mobiliario adecuado es imprescindible escoger asientos resistentes a las inclemencias del tiempo. Los elementos como mesas, pufs, etc., son prácticos para dar versatilidad al espacio.
Para generar sombra si no se dispone de ella se pueden colocar pérgolas o parasoles.

### Iluminación
La iluminación permite disfrutar del espacio durante la noche. Existe la iluminación funcional, y la iluminación ambiental.
Para la iluminación ambiental exterior hay dos opciones que son las más usadas. Las luces encastradas en el suelo, y otra emitiendo luz hacia abajo, en el borde de los muros o en las paredes.

## Selección de plantas

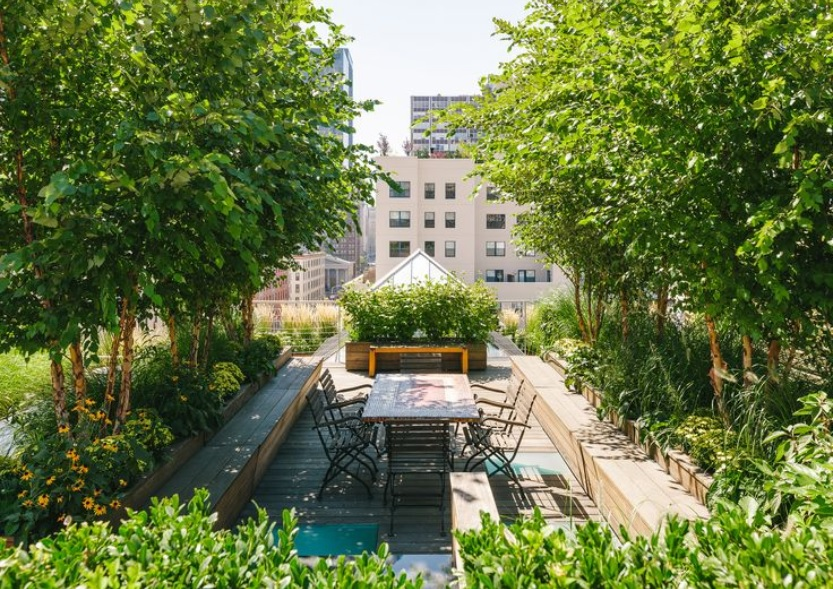

Las plantas están más expuestas al clima, el calor y el sol las seca en menos tiempo.
Las gramíneas ornamentales no pierden agua con tanta facilidad y aguantan al embiste del viento, tipo calamagrostis, stipas, festucas, y hakonechloa.
Los árboles y arbustos de las zonas costeras son una buena opción, suelen tener hojas perennes coriáceas, como el mirto, labiérnago, aladierno lentisco y boj. 
Hay plantas que reducen la superficie de la hoja, para evitar secarse, con hojas estrechas como el tomillo, teucrium, orégano, genista, romero.
Las plantas suculentas, las que almacenan agua, son mucho más fáciles de mantener, del tipo aloes, agaves y sedum.